# 板東愛
板東 愛（ばんどう あい、1984年7月23日 - ）は、日本の女性声優。静岡県出身。青二プロダクション所属。

## 略歴
青二塾東京校24期卒業。
鹿野優以、山口繭、吉川未来らと声優ユニット「ユメユラ」を結成。

## 人物
音域はソプラノ。
資格・免許は全商ワープロ検定1級。趣味は映画鑑賞、描画。特技はピアノ、アルトサックス、トロンボーン、相対音感。

## 出演
太字はメインキャラクター。

### テレビアニメ
2005年
- ボボボーボ・ボーボボ（場内アナウンス）
- 魔法先生ネギま!（春日美空）

2006年
- 金色のコルダ〜primo passo〜（星奏学院生徒）
- ネギま!?（春日美空）
- 爆球Hit! クラッシュビーダマン（子供C）
- 夢使い（女子B）

2007年
- ゲゲゲの鬼太郎（第5作）（女性）
- BLUE DROP 〜天使達の戯曲〜（佐藤未恵）

2008年
- CLANNAD-クラナド-（2008年 - 2009年、杉坂、女子生徒）- 2シリーズ

2009年
- はっけん たいけん だいすき!しまじろう（チャック）

2011年
- デジモンクロスウォーズ 時を駆ける少年ハンターたち（アサミ）

2017年
- UQ HOLDER! 〜魔法先生ネギま!2〜（春日美空）

2022年
- 名探偵コナン（矢口知子）

### 劇場アニメ
- 劇場版 魔法先生ネギま! ANIME FINAL（2011年、春日美空）

### OVA
- ネギま!? 春スペシャル!? / 夏スペシャル!?（2006年、春日美空） - 2作品
- 聖闘士星矢 冥王ハーデスエリシオン編（2008年、春麗）
- 魔法先生ネギま! OADシリーズ（2008年 - 2010年、春日美空） - 2シリーズ + 1作品
- 英雄伝説 空の軌跡 THE ANIMATION（2011年、レナ・ブライト）

### Webアニメ
- 聖闘士星矢 黄金魂 -soul of gold-（2015年、ヘレナの妹）

### ゲーム
2005年
- 魔法先生ネギま!シリーズ（春日美空）

2006年
- 真・三國無双BB（おっとりボイス）
- Riviera 〜約束の地リヴィエラ〜（モラン、レイチェ、ワイズ）
- レッスルエンジェルス サバイバー（ジーナ・デユラム、マスクド・ミスティ）

2007年
- VitaminX（大貫美鈴）
- バロック（主人公）
- 星色のおくりもの

2008年
- 神代學園幻光録 クル・ヌ・ギ・ア（ヒロイン、日の使者）
- ラスト・エスコート2 〜深夜の甘い棘〜（佐伯希美）
- ルーンファクトリー2（カノン、リーン）
- レッスルエンジェルス サバイバー2（ジーナ・デユラム、マスクド・ミスティ）

2009年
- 魔女になる。（フェル）

2011年
- スーパー戦隊バトル レンジャークロス（シンケンピンク）
- 聖闘士星矢戦記（春麗）

2012年
- デジモンワールド リ:デジタイズ

2013年
- 聖闘士星矢 ブレイブ・ソルジャーズ（春麗）

2015年
- 聖闘士星矢 ソルジャーズ・ソウル（春麗）

2016年
- 逆転オセロニア（ハクア）
- ペルソナ5

2019年
- ペルソナ5 ザ・ロイヤル

### ドラマCD
- 魔法先生ネギま! シリーズ（春日美空）
  - 魔法先生ネギま! 〜白き翼 ALA ALBA〜「言っておきたいことがある!」
- カードマスター アークエンジェル（水野安奈）
- CLANNAD -クラナド- Vol.1 古河渚（杉坂）
- 胡鶴捕物帳（泉）
- スペシャルラジオドラマ 聖闘士星矢 黄金十二宮特別編（春麗）
- しにがみのバラッド。（女生徒、店員）
- テイルズ オブ ジ アビス（母親）
- テイルズ オブ シンフォニア〜ロデオライド・ツアー前編〜（くのいち、子供）
- テイルズ オブ リバース 第4巻（給仕人）
- 美少女忍者 シャイニンガール! 豪華版ドラマCD（雑賀モモコ）
- ラスト・エスコート2 〜深夜の甘い棘〜 「愛に汚れた白薔薇達の甘い棘」（佐伯希美）
- Riviera 〜約束の地リヴィエラ〜（テーセ、モラン、ココ、レイチェ）
- 流星倶楽部 笑う星るすマン（病院の看護婦、劇場アナウンス）
- ロザリオとバンパイア

### 吹き替え

#### 映画
- ザック・エフロン in ダービースタリオン（クリスタル・ハント）
- 対独爆撃部隊ナイトウィッチ（看護婦、女兵士）
- 誰が俺を狂わせるか（アイ、ビデオの女、ミス・リー）

#### ドラマ
- 踊るJSA 帰還迷令発動中!?（ヨンジョン、署長の息子）
- レスキュー・ミー NYの英雄たち（ケイティ、看護師、無線女）

### ラジオ
- おしゃべりやってまーす土曜日（おしゃ土EX） （K'z Station）
- ますだおかだのオールナイトニッポン内「松竹ばななの恋愛記念日」11月担当 （ニッポン放送系）
- まさや・ばんばん しぼりたて生! （超!放送局、小野坂昌也とともにパーソナリティを務める）
- まさや・ばんばん しぼりたて熊! （※上記と同番組だが「熊」に改名）
- 超アニ! EXTEND（小野坂昌也とともにパーソナリティを務める）
- シャイニンガールれいでぃお 小町の茶飲み話

### 実写
- あらぶんちょ!（レポーター）
- 櫻井孝宏の（笑） 第3弾（2007年7月29日、8月4日） - 加藤英美里、鎌田梢と共にジャッジ役として出演
- 魔法先生ネギま!シリーズ
- 帰ってきた御主人様刑事（朗読劇）

### ナレーション
- 嗚呼!花の料理人

### ボイスオーバー
- 学校へ行こう!MAX
- ドリーム・プレス社
- 謎を解け!まさかのミステリー
- ポカポカ地球家族

### パチンコ
- CR魔法先生ネギま!（2017年、春日美空[7]）

### 雑誌
- 保育のひろば（モデル）

### その他コンテンツ
- 声優チャット

## ディスコグラフィ

### キャラクターソング
| 発売日   | 商品名                                                      | 歌                                                                                         | 楽曲                                                           | 備考                                                        |
| 2004年   | 2004年                                                      | 2004年                                                                                     | 2004年                                                         | 2004年                                                      |
| -------- | ----------------------------------------------------------- | ------------------------------------------------------------------------------------------ | -------------------------------------------------------------- | ----------------------------------------------------------- |
| 5月1日   | 出席番号のうた                                              | 麻帆良学園中等部2-A                                                                        | 「出席番号のうた」                                             | テレビアニメ『魔法先生ネギま!』関連曲                       |
| 11月26日 | 魔法先生ネギま! 声のクラスメイトシリーズ 2月：いたずら3人組 | いたずら3人組                                                                              | 「It's My Life」 「It's My Life（Remix ver.）」                | テレビアニメ『魔法先生ネギま!』関連曲                       |
| 2005年   |                                                             |                                                                                            |                                                                |                                                             |
| 3月2日   | ハッピー☆マテリアル 2月度：More Rock version                | 麻帆良学園中等部2-A                                                                        | 「ハッピー☆マテリアル」                                        | テレビアニメ『魔法先生ネギま!』オープニングテーマ           |
| 8月3日   | ハッピー☆マテリアル/輝く君へ〜Peace                         | 麻帆良学園中等部2-A                                                                        | 「ハッピー☆マテリアル 31人ver.・TVサイズ」 「輝く君へ〜Peace」 | テレビアニメ『魔法先生ネギま!』主題歌                       |
| 2007年   |                                                             |                                                                                            |                                                                |                                                             |
| 1月24日  | ネギま!? 1000%BOX                                           | 明石裕奈（木村まどか）、和泉亜子（山川琴美）、春日美空（板東愛）、大河内アキラ（浅倉杏美） | 「1000%SPARKING!」                                             | テレビアニメ『ネギま!?』オープニングテーマ                  |
| 1月24日  | ネギま!? 1000%BOX                                           | 明石裕奈（木村まどか）、和泉亜子（山川琴美）、春日美空（板東愛）、大河内アキラ（浅倉杏美） | 「A-LY-YA!」                                                   | テレビアニメ『ネギま!?』エンディングテーマ                  |
| 1月24日  | ネギま!? 1000%BOX                                           | 明石裕奈（木村まどか）、和泉亜子（山川琴美）、春日美空（板東愛）、大河内アキラ（浅倉杏美） | 「1000%SPARKING!〈てくのみっくす〉」                           | テレビアニメ『ネギま!?』関連曲                              |
| 1月24日  | ネギま!? 1000%BOX                                           | 麻帆良学園中等部3-A+ネギ・スプリングフィールド                                             | 「1000%SPARKING!」 「A-LY-YA!」                                | テレビアニメ『ネギま!?』関連曲                              |
| 3月7日   | ネギま!? うたのCD（2）                                      | 運動部                                                                                     | 「Infinity Love 2U」                                           | テレビアニメ『ネギま!?』関連曲                              |
| 9月26日  | ネギま!? ベストアルバム                                     | 麻帆良学園中等部3-A+ネギ・スプリングフィールド                                             | 「Hello Again」                                                | テレビアニメ『ネギま!?』関連曲                              |
| 2008年   |                                                             |                                                                                            |                                                                |                                                             |
| 8月27日  | ハッピー☆マテリアル リターン                                | 麻帆良学園中等部3-A                                                                        | 「ハッピー☆マテリアル リターン」                               | OAD『魔法先生ネギま!〜白き翼 ALA ALBA〜』オープニングテーマ |
| 8月27日  | ハッピー☆マテリアル リターン                                | 麻帆良学園中等部3-A                                                                        | 「輝く君へ」                                                   | OAD『魔法先生ネギま!〜白き翼 ALA ALBA〜』エンディングテーマ |
| 8月27日  | ハッピー☆マテリアル リターン                                | 麻帆良学園中等部3-A                                                                        | 「A-LY-YA」                                                    | テレビアニメ『ネギま!?』関連曲                              |
| 2011年   |                                                             |                                                                                            |                                                                |                                                             |
| 8月24日  | 桜風に約束を -旅立ちの歌-                                   | ネギ・スプリングフィールド&麻帆良学園中等部3-A                                             | 「桜風に約束を -旅立ちの歌-」                                  | 劇場アニメ『劇場版 魔法先生ネギま! ANIME FINAL』主題歌      |

### ユニットメンバー
1. 1 2  相坂さよ（白鳥由里）、明石裕奈（木村まどか）、朝倉和美（笹川亜矢奈）、綾瀬夕映（桑谷夏子）、和泉亜子（山川琴美）、大河内アキラ（山本杏美）、柿崎美砂（伊藤静）、神楽坂明日菜（神田朱未）、春日美空（板東愛）、絡繰茶々丸（渡辺明乃）、釘宮円（出口茉美）、古菲（田中葉月）、近衛木乃香（野中藍）、早乙女ハルナ（石毛佐和）、桜咲刹那（小林ゆう）、佐々木まき絵（堀江由衣）、椎名桜子（大前茜）、龍宮真名（佐久間未帆）、超鈴音（大沢千秋）、長瀬楓（白石涼子）、那波千鶴（小林美佐）、鳴滝風香（こやまきみこ）、鳴滝史伽（狩野茉莉）、葉加瀬聡美（門脇舞）、長谷川千雨（志村由美）、エヴァンジェリン・A・K・マクダウェル（松岡由貴）、宮崎のどか（能登麻美子）、村上夏美（相沢舞）、雪広あやか（皆川純子）、四葉五月（井ノ上ナオミ）、ザジ・レイニーデイ（猪口有佳）
2. ↑  春日美空（板東愛）、鳴滝風香（こやまきみこ）、鳴滝史伽（狩野茉莉）
3. ↑  柿崎美砂（伊藤静）、神楽坂明日菜（神田朱未）、春日美空（板東愛）、絡繰茶々丸（渡辺明乃）、釘宮円（出口茉美）
4. 1 2  ネギ・スプリングフィールド（佐藤利奈）、相坂さよ（白鳥由里）、明石裕奈（木村まどか）、朝倉和美（笹川亜矢奈）、綾瀬夕映（桑谷夏子）、和泉亜子（山川琴美）、大河内アキラ（浅倉杏美）、柿崎美砂（伊藤静）、神楽坂明日菜（神田朱未）、春日美空（板東愛）、絡繰茶々丸（渡辺明乃）、釘宮円（出口茉美）、古菲（Hazuki）、近衛木乃香（野中藍）、早乙女ハルナ（石毛佐和）、桜咲刹那（小林ゆう）、佐々木まき絵（堀江由衣）、椎名桜子（大前茜）、龍宮真名（佐久間未帆）、超鈴音（高本めぐみ）、長瀬楓（白石涼子）、那波千鶴（小林美佐）、鳴滝風香（こやまきみこ）、鳴滝史伽（狩野茉莉）、葉加瀬聡美（門脇舞以）、長谷川千雨（志村由美）、エヴァンジェリン・A・K・マクダウェル（松岡由貴）、宮崎のどか（能登麻美子）、村上夏美（相沢舞）、雪広あやか（皆川純子）、四葉五月（井上直美）、ザジ・レイニーデイ（いのくちゆか）
5. ↑  明石裕奈（木村まどか）、大河内アキラ（浅倉杏美）、春日美空（板東愛）、和泉亜子（山川琴美）
6. ↑  相坂さよ（白鳥由里）、明石裕奈（木村まどか）、朝倉和美（笹川亜矢奈）、綾瀬夕映（桑谷夏子）、和泉亜子（山川琴美）、大河内アキラ（浅倉杏美）、柿崎美砂（伊藤静）、神楽坂明日菜（神田朱未）、春日美空（板東愛）、絡繰茶々丸（渡辺明乃）、釘宮円（出口茉美）、古菲（Hazuki）、近衛木乃香（野中藍）、早乙女ハルナ（石毛佐和）、桜咲刹那（小林ゆう）、佐々木まき絵（堀江由衣）、椎名桜子（大前茜）、龍宮真名（佐久間未帆）、超鈴音（高本めぐみ）、長瀬楓（白石涼子）、那波千鶴（小林美佐）、鳴滝風香（こやまきみこ）、鳴滝史伽（狩野茉莉）、葉加瀬聡美（門脇舞以）、長谷川千雨（志村由美）、エヴァンジェリン・A・K・マクダウェル（松岡由貴）、宮崎のどか（能登麻美子）、村上夏美（相沢舞）、雪広あやか（皆川純子）、四葉五月（井上直美）、ザジ・レイニーデイ（いのくちゆか）
7. ↑  ネギ・スプリングフィールド（佐藤利奈）、相坂さよ（白鳥由里）、明石裕奈（木村まどか）、朝倉和美（笹川亜矢奈）、綾瀬夕映（桑谷夏子）、和泉亜子（山川琴美）、大河内アキラ（浅倉杏美）、柿崎美砂（伊藤静）、神楽坂明日菜（神田朱未）、春日美空（板東愛）、絡繰茶々丸（渡辺明乃）、釘宮円（出口茉美）、古菲（阿澄佳奈）、近衛木乃香（野中藍）、早乙女ハルナ（石毛佐和）、桜咲刹那（小林ゆう）、佐々木まき絵（堀江由衣）、椎名桜子（小見川千明）、龍宮真名（佐久間未帆）、超鈴音（高本めぐみ）、長瀬楓（白石涼子）、那波千鶴（小林美佐）、鳴滝風香（こやまきみこ）、鳴滝史伽（狩野茉莉）、葉加瀬聡美（門脇舞以）、長谷川千雨（志村由美）、エヴァンジェリン・A・K・マクダウェル（松岡由貴）、宮崎のどか（能登麻美子）、村上夏美（相沢舞）、雪広あやか（皆川純子）、四葉五月（井上直美）、ザジ・レイニーデイ（いのくちゆか）